# Wurzelhose
Die Wurzelhose (englisch rhizosheath), auch als Erdanhang bezeichnet, ist eine Schicht stark anhaftender Bodenpartikel, die an den Wurzelhaaren und der Wurzeloberfläche haftet und eine Schnittstelle zwischen Pflanze, Bodenlebewesen sowie Boden darstellt. Sie entstehen durch das assoziierte Rhizobiom und Wurzelexsudate, welche wechselseitig Schleimstoffe bilden sowie arbuskuläre Mykorrhiza. Zusammen binden sie die Bodenpartikel an der Wurzel. Wurzelhosen stellen einen mikrobiologischen Hotspot dar, welcher Schutz vor bodenbürtigen Krankheiten und eine Verbesserung der Nährstoffverfügbarkeit und Wasserversorgung bedeutet.

## Entstehung
Die Entstehung von Wurzelhosen wird hauptsächlich durch biologische Prozesse bestimmt: Wurzelhaare, bzw. deren Mucilage (Wurzelschleimstoffe), mikrobielle Schleimstoffe und die Stabilisierung durch Hyphen und Glomalinausscheidungen von arbuskulären Mykorrhizapilzen sind daran beteiligt. Wurzelhaare erhöhen den Kontakt zwischen Wurzel und Boden, während die Schleimstoffe, Hyphen und Glomalin die Bodenpartikel miteinander und an die Wurzel binden. Trockenstress und die Anpassung an nährstoffarme Böden, aber auch genetische Faktoren fördern zusätzlich die Bildung von Wurzelhosen. Beispielsweise konnten bei Mais in trockenem Boden größere und festere Wurzelhosen beobachtet werden, da Trockenheit die Wurzelhaarbildung und die Schleimsekretion steigert. In einer Studie wurden Wildtypen mit wurzelhaarlosen Mutanten verglichen und gezeigt, dass Wurzelhaare die Bildung von Wurzelhosen bei verschiedenen Arten deutlich erhöhen.

## Bodenökologische Funktionen
Wurzelhosen spielen durch ihre biogeochemischen Wirkungen eine zentrale Rolle in der Bodenökologie für die Pflanze:
1. Wasserverfügbarkeit und Dürretoleranz: Wurzelhosen verbessern die Wasserspeicherung in der unmittelbaren Umgebung der Wurzel und erhöhen dadurch die Fähigkeit der Pflanzen, Trockenstress zu widerstehen. Sie enthalten eine höhere Wasserkonzentration als andere Bodenbereiche[7] und stellen dadurch eine wichtige Anpassung an trockene Bedingungen dar[8][3].
2. Nährstoffverfügbarkeit: In der Wurzelhose wird ein Mikrohabitat geschaffen, welches eine erhöhte mikrobielle Aktivität aufweist. Aufgrund der hohen mikrobiellen Biomasse und Aktivität werden Nährstoffe wie Stickstoff und Phosphor leichter verfügbar[8][9].
3. Kohlenstoffdynamik und Mikrobielle Besiedlung: Der Gehalt an organischem Kohlenstoff und mikrobieller Biomasse ist in Wurzelhosen erhöht[7] durch die Wurzelexsudate und deren Bindung an die Bodenaggregate[10].
4. Strukturelle Stabilität des Bodens: Wurzelhosen fördern die Aggregation von Bodenpartikeln durch die Wirkung von Wurzelexsudaten (z. B. Mucilage) und mikrobiell abgeleiteten Substanzen wie Glomalin[11], was zu einer verbesserten Bodenstruktur führt. Diese Bodenstabilität unterstützt nicht nur das Pflanzenwachstum, sondern reduziert auch die Bodenerosion[12].
5. Stickstofffixierung: Bei bestimmten Pflanzenarten, wie den Gräsern Achnatherum hymenoides und Calamovilfa longifolia beherbergt die Wurzelhosen stickstofffixierende Bakterien[13], die Pflanzen in nährstoffarmen Böden mit verfügbarem Stickstoff versorgen können[14].
6. Anpassung an extreme Bedingungen: Liegt in der Pflanzenumwelt abiotischer Stress vor, wie etwa unter Trockenheit oder nährstoffarmen Bedingungen, schützen die Wurzelhosen die Wurzeln vor Schäden und ermöglicht den Pflanzen, besser auf diese Herausforderungen zu reagieren[14].
7. Schutz vor Krankheiten: Wurzelhosen stellen einen mikrobielle Ummantelung dar. Dieser schützt die Wurzel indirekt, indem die mikrobielle Aktivität und Bodenaggregation den Zugang für Krankheitserreger limitiert[15][16].

Insgesamt stellen die Wurzelhosen ein Schlüsselmerkmal dar, welches in ihrer Ausprägung die Stärke der Interaktionen zwischen Pflanzen, dem Rhizobiom und dem Boden beschreibt.